# Сант'Елия а Пианизи
Сант'Елѝя а Пианѝзи (на италиански: Sant'Elia a Pianisi) е село и община в Южна Италия, провинция Кампобасо, регион Молизе. Разположено е на 666 m надморска височина. Населението на общината е 1970 души (към 2010 г.).